# Louwrens Hanedoes
Louwrens Hanedoes (Woudrichem, 14 juli 1822 - aldaar, 9 februari 1905) was een Nederlands kunstschilder, vooral van landschappen. Hij werkte in de stijl van de romantiek en later het realisme.

## Leven en werk
Hanedoes studeerde van 1839 tot 1840 aan de Koninklijke Academie van Beeldende Kunsten in Den Haag en vervolgens bij Barend Cornelis Koekkoek en Cornelis Kruseman. Hij was een studiegenoot van Charles Rochussen en Willem Roelofs. Aanvankelijk werkte hij in de stijl van de romantiek, vooral onder invloed van Koekkoek. Hij schilderde vooral landschappen en reisde daarvoor naar bergachtige gebieden, zoals de Eifel, Auvergne, de Pyreneeën en Zwitserland. In Nederland werkte hij vaak rond Arnhem en Oosterbeek.
Rond 1850 was Hanedoes een der eerste Nederlandse kunstschilders die Barbizon bezocht, waarna hij overschakelde op een meer realistische stijl. Als zodanig gold hij in zijn tijd als een belangrijk vernieuwer en preludeerde hij op het ontstaan van de Haagse School. Veel Belgische en Franse critici beschouwden hem in de jaren 1850 als de belangrijkste Hollandse landschapsschilder.
In 1863 werd Hanedoes benoemd tot ridder in de Leopolsorde. Daarna nam zijn productiviteit als kunstschilder geleidelijk af. Op latere leeftijd trok hij zich terug op het buitenverblijf van zijn ouders, landgoed Kraaiveld te Woudrichem. Aldaar overleed hij in 1905, ongehuwd, 82 jaar oud. Zijn werk bevindt zich onder andere in de collecties van het Dordrechts Museum, het Gemeentemuseum Den Haag, het Museum Arnhem, het Teylers Museum het Frans Hals Museum, het Museum Boijmans Van Beuningen en het Rijksmuseum Amsterdam. In de Haagse wijk Benoordenhout is een straat naar hem vernoemd. Ook in Eindhoven een Hanedoesweg.

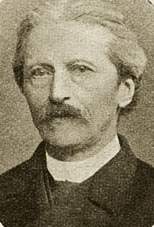
Louwrens Hanedoes

## Galerij

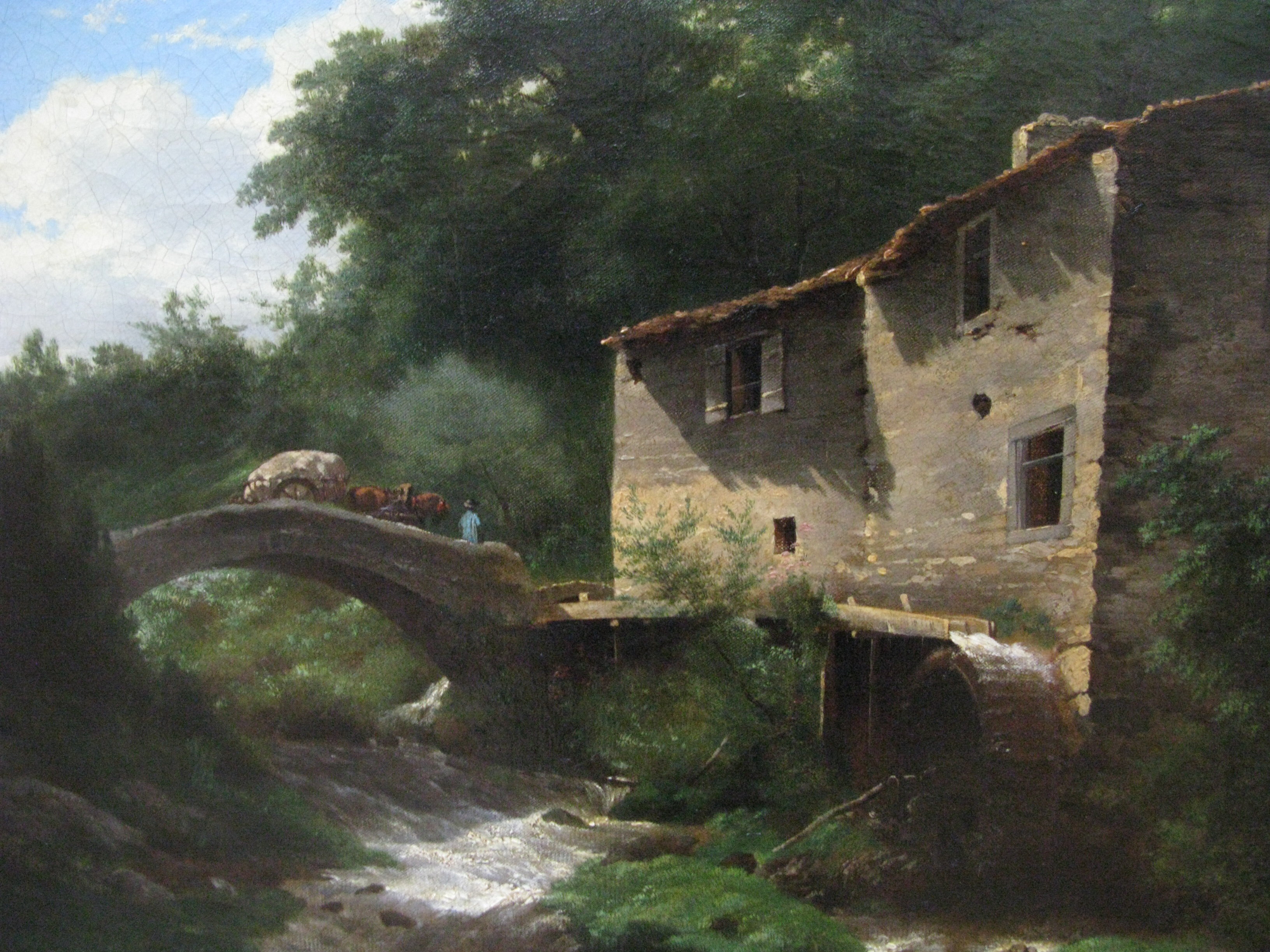
Landschap met watermolen en stenen brug
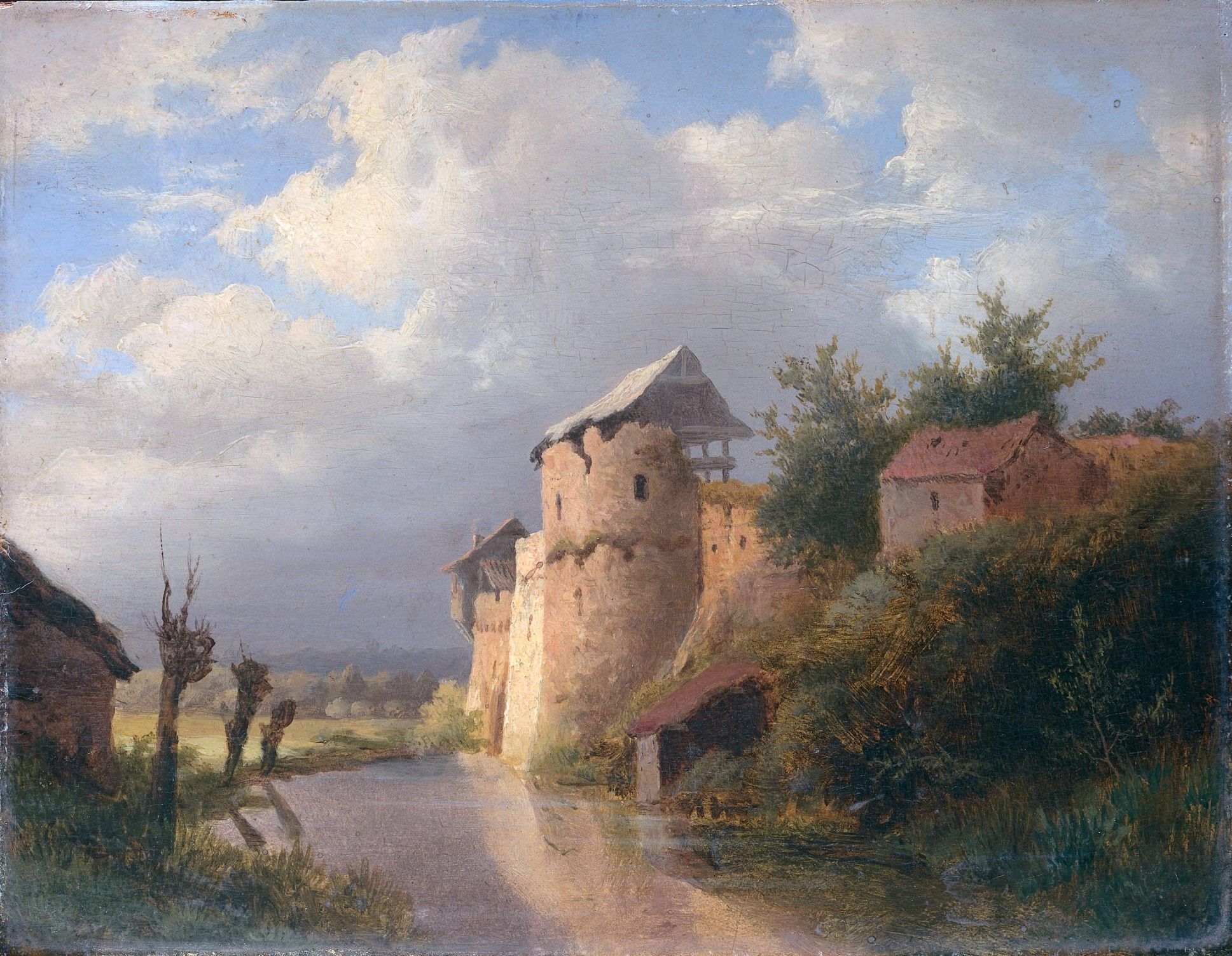
De oude burcht
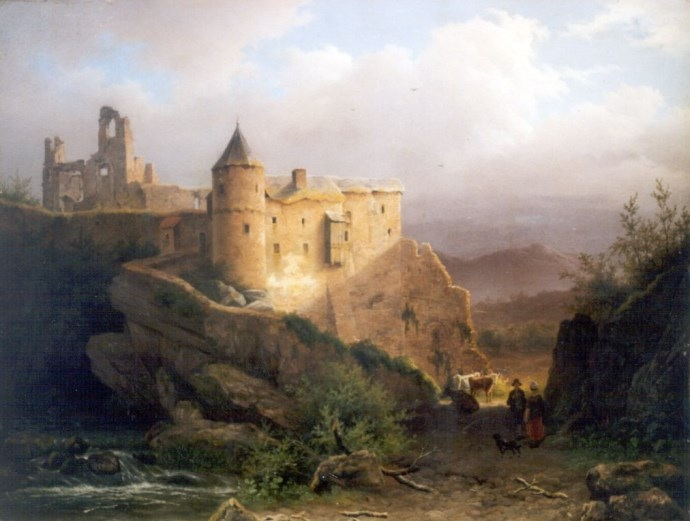
Reizigers in Duits heuvellandschap
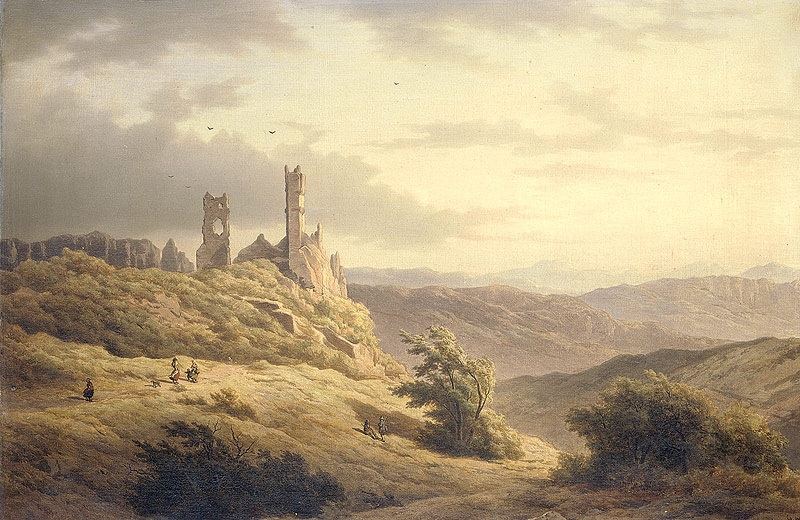
Berglandschap met ruïne